# Roy Stryker
Roy Stryker (Great Bend, 5 novembre 1893 – Grand Junction, 27 settembre 1975) è stato un economista e fotografo statunitense, famoso per essere stato a capo della divisione informazione della Farm Security Administration durante la Grande depressione e per aver lanciato il movimento di fotografia documentaria della FSA.